# Eurycère de Prévost
Euryceros prevostii
Genre
Espèce
Statut de conservation UICN

 EN B1ab(ii,iii,v) : En danger
L'Eurycère de Prévost (Euryceros prevostii) est une espèce de passereau de la famille des Vangidae, seul représentante du genre Euryceros.
Cet oiseau est endémique des forêts tropicales humides du nord-est de Madagascar.

## Description

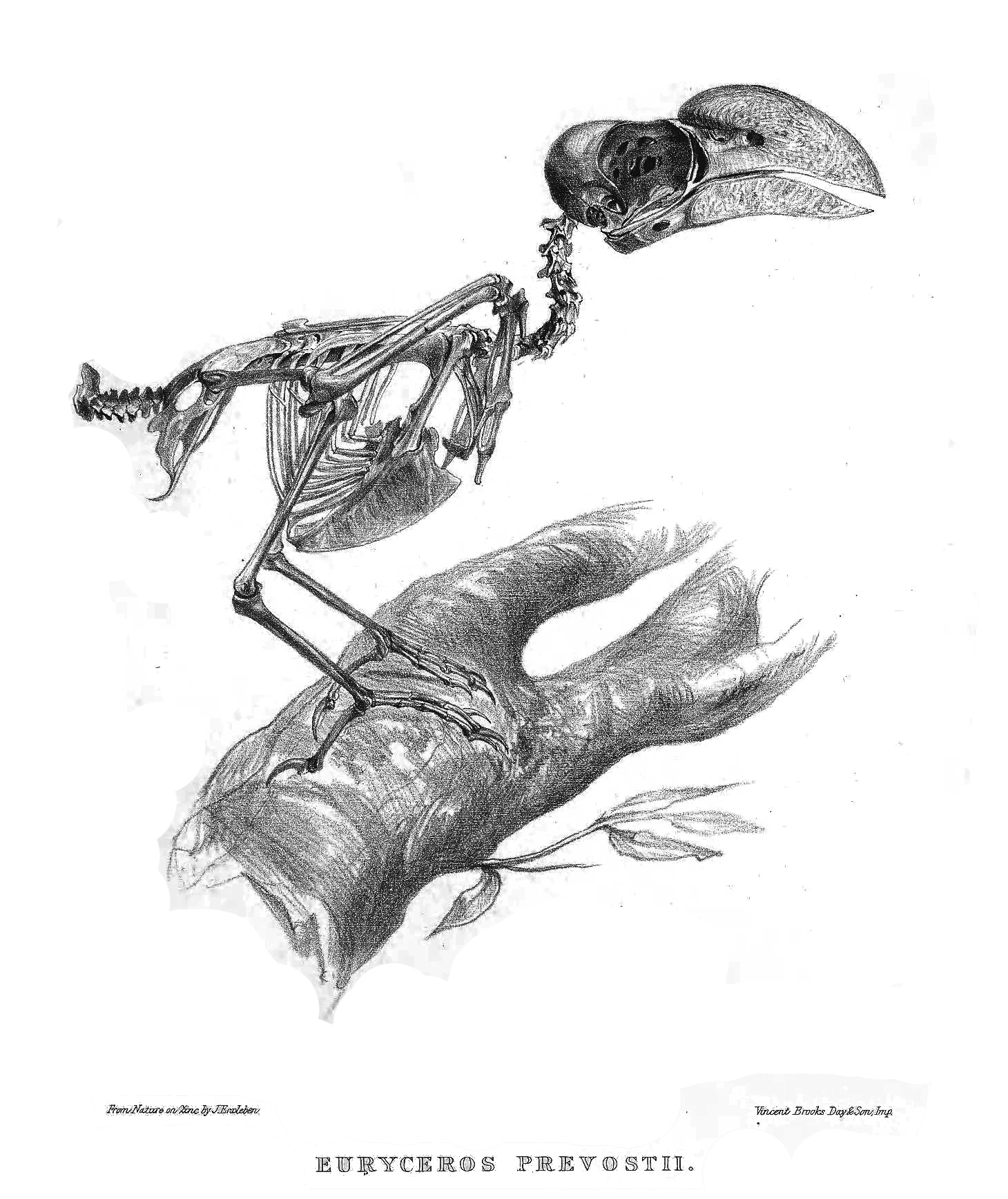
Euryceros prevostii

Il possède un plumage bicolore noir et roux et un énorme bec busqué bleu clair nacré avec des commissures noires (51 mm de long et 30 mm de haut, dont l'arête supérieure est située plus haut que le sommet de crâne). Sa tête est entièrement noire, tout comme la poitrine, le ventre et les rémiges.
Il mesure entre 28 et 30,5 cm.